# Floresta do Piauí
Floresta do Piauí is een gemeente in de Braziliaanse deelstaat Piauí. De gemeente telt 2.643 inwoners (schatting 2009).